# Christian Thiel
Johannes Christian Thiel (* 12. Juni 1937 in Neusalz an der Oder) ist ein deutscher Philosoph und Wissenschaftstheoretiker, Professor für Philosophie und Wissenschaftstheorie an der Universität Erlanger und prominenter Vertreter des methodischen Konstruktivismus.

## Leben
Christian Thiel, Sohn von Anna Katharina Thiel, geborene Graetz, und des Diplom-Bibliothekars Hermann Otto Thiel, studierte ab 1956 Mathematik, Philosophie, Psychologie und Soziologie an der Universität in Erlangen sowie Kunsterziehung an der Akademie der Bildenden Künste in München. 1965 wurde er bei Rudolf Zocher in Erlangen über Sinn und Bedeutung in der Logik Gottlob Freges zum Dr. phil. promoviert. Im selben Jahr wurde er Wissenschaftlicher Assistent des Staatswissenschaftlichen Seminars. 1966/67 verbrachte er ein akademisches Jahr an der Universität Texas in Austin als Postdoctoral Fellow sowie 1967 als Assistant Professor. 1967 wurde er wieder als Wissenschaftlicher Assistent tätig. Schließlich habilitierte er sich 1970 in Erlangen mit seiner Arbeit Grundlagenkrise und Grundlagenstreit über die Grundlagen der Mathematik und Sozialwissenschaft.
Nach Vertretungen in Konstanz und Kiel erhielt er 1972 den neugeschaffenen Lehrstuhl für Philosophie und Wissenschaftstheorie an der RWTH Aachen. 1974/75 war er dort Dekan. Im Jahr 1982 wurde er als Nachfolger von Paul Lorenzen an der Universität Erlangen-Nürnberg ordentlicher Professor für Philosophie und Wissenschaftstheorie und ebenfalls 1982 zum geschäftsführenden Vorstand des von Lorenzen gegründeten Interdisziplinären Instituts für Wissenschaftstheorie und Wissenschaftsgeschichte (IIWW) berufen.
Thiel ist seit 1993 Mitglied der Académie Internationale de Philosophie des Sciences mit Sitz in Brüssel und seit 2000 auch der Deutschen Akademie der Naturforscher Leopoldina. 2005 wurde Thiel emeritiert und zum Vizepräsidenten der Brüsseler Académie ernannt.
Thiel hat zu Themen der neuzeitlichen Wissenschaftsgeschichte gearbeitet, insbesondere zur Logik des 19. und 20. Jahrhunderts sowie zum Werk von Gottlob Frege. Die von Jürgen Mittelstraß seit 1980 herausgegebene Enzyklopädie Philosophie und Wissenschaftstheorie hat Thiel unter ständiger Mitwirkung durch eine große Anzahl von Artikeln insbesondere zu Logik, Mathematik und Metamathematik, Geschichte und Grundlagenkrisen der Mathematik, Religion und Soziologie eindrücklich mitgeprägt.
Johannes Christian Thiel ist katholisch und heiratete 1974 Anna Barbara Weippert.

## Schriften (Auswahl)
- Sinn und Bedeutung in der Logik Gottlob Freges. Hain, Meisenheim am Glan 1965 (englisch 1968 Reidel, Dordrecht, spanisch 1972 Editorial Tecnos, Madrid).
- Grundlagenkrise und Grundlagenstreit. Studie über das normative Fundament der Wissenschaften am Beispiel von Mathematik und Sozialwissenschaft. Hain, Meisenheim am Glan 1972.
- als Hrsg.: Frege und die moderne Grundlagenforschung. Hain, Meisenheim am Glan 1975.
- als Mitherausgeber: Gottlob Frege, Wissenschaftlicher Briefwechsel. 1976 (auch 1980 in englischer und 1983 in italienischer Sprache erschienen).
- als Hrsg.: Erkenntnistheoretische Grundlagen der Mathematik. Gerstenberg, Hildesheim 1982.
- Philosophie und Mathematik. Eine Einführung in ihre Wechselwirkungen und in die Philosophie der Mathematik. Wissenschaftliche Buchgesellschaft, Darmstadt 1995.
- mit Evandro Agazzi (Hrsg.): Operations and Constructions in Science. Universitätsbund Erlangen-Nürnberg, Erlangen 2006.
- Fregeana. Zwölf Studien über Freges Logik. Hrsg. von Volker Peckhaus. Brill mentis, Paderborn 2022, ISBN 978-3-95743-265-0.